# (10547) Yosakoi
(10547) Yosakoi est un astéroïde de la ceinture principale.

## Description
(10547) Yosakoi est un astéroïde de la ceinture principale. Il fut découvert le 2 mai 1992 à Geisei par Tsutomu Seki. Il présente une orbite caractérisée par un demi-grand axe de 2,29 UA, une excentricité de 0,22 et une inclinaison de 4,7° par rapport à l'écliptique.

## Compléments